# ニューヨーク・イズ・ナウ
『ニューヨーク・イズ・ナウ』（原題：New York Is Now!）は、アメリカ合衆国のフリー・ジャズ・ミュージシャン、オーネット・コールマンが1968年に録音・発表したスタジオ・アルバム。オリジナルLPのカタログ番号は「BST 84287」。

## 背景
コールマンは1968年4月29日と5月7日に、ブルーノート・レコード所属時としては最後のリーダー・セッションを行い、その一部は本作で発表され、一部は後に発売されたアルバム『ラヴ・コール』（カタログ番号：BST 84356）に収録された。なお、収録曲「ザ・ガーデン・オブ・ソウルズ」のマスター・テープは、冒頭のテーマが5月7日録音、以後のパートは4月29日録音のテイクが使用された。
本作のためのセッションは、コールマンとデューイ・レッドマンの2管編成で行われ、ジョン・コルトレーンのグループのリズム・セクションとして知られるジミー・ギャリソンとエルヴィン・ジョーンズも参加した。レッドマンは高校時代にコールマンと共演した旧知の仲で、ギャリソンは以前にもコールマンのアルバム『オーネット・オン・テナー』（1962年発表）でサイドマンを務めたことがある。「ウィ・ナウ・インタラプト・フォー・ア・コマーシャル」では、当時ブルーノート・レコードの営業担当だったメル・ファーマンのナレーションがフィーチャーされた。

## 評価・影響
Thom Jurekはオールミュージックにおいて5点満点中3点を付け「この時期のコールマンは特段に興味深いわけではなく、本作は楽しめるとはいえ驚異的な作品ではないが、他のメンバーの演奏に乗って、オーネットの耳障りなヴァイオリンが混ざってくる"For a Commercial"は別である」と評している。また、Stephen Thomas Erlewineは2022年、ピッチフォークにおいて、本作および『ラヴ・コール』の2作に関して「コールマンはギャリソンおよびジョーンズと共に、ヘヴィ・ブルース的な土臭く地に足のついた即興演奏に回帰し、レッドマンとの激しいインタープレイに没入していった」と評している。
パット・メセニーは1976年のアルバム『ブライト・サイズ・ライフ』において、本作収録曲「ラウンド・トリップ」と「ブロードウェイ・ブルース」をメドレーとしてカヴァーした。

## リイシュー
1990年にブルーノート・レコードから発売されたアメリカ盤CD (CDP 7 84287 2)はオリジナルLPと異なる曲順で、「ウィ・ナウ・インタラプト・フォー・ア・コマーシャル」が最後に回され、また、4曲目には「ブロードウェイ・ブルース」の別テイクがボーナス・トラックとして追加された。一方、日本では2014年に初CD化され、このエディションでは、オリジナルLPに準じた本編の後に「ブロードウェイ・ブルース」の別テイクが収録された。

## 収録曲
全曲ともオーネット・コールマン作曲。
1. ザ・ガーデン・オブ・ソウルズ - "The Garden of Souls" - 14:02
2. トイ・ダンス - "Toy Dance" - 7:29
3. ウィ・ナウ・インタラプト・フォー・ア・コマーシャル - "We Now Interrupt for a Commercial" - 3:25
4. ブロードウェイ・ブルース - "Broad Way Blues" - 8:45
5. ラウンド・トリップ - "Round Trip" - 6:19

### リマスターCDボーナス・トラック
1. ブロードウェイ・ブルース（別テイク） - "Broad Way Blues (alt. take)" - 7:33

## 参加ミュージシャン
- オーネット・コールマン - アルト・サクソフォーン(on #1, #2, #4, #5)、ヴァイオリン(#3)
- デューイ・レッドマン - テナー・サクソフォーン
- ジミー・ギャリソン - ダブル・ベース
- エルヴィン・ジョーンズ - ドラムス
- メル・ファーマン - ナレーション(on #3)